# Sitio arqueológico de Tequendama

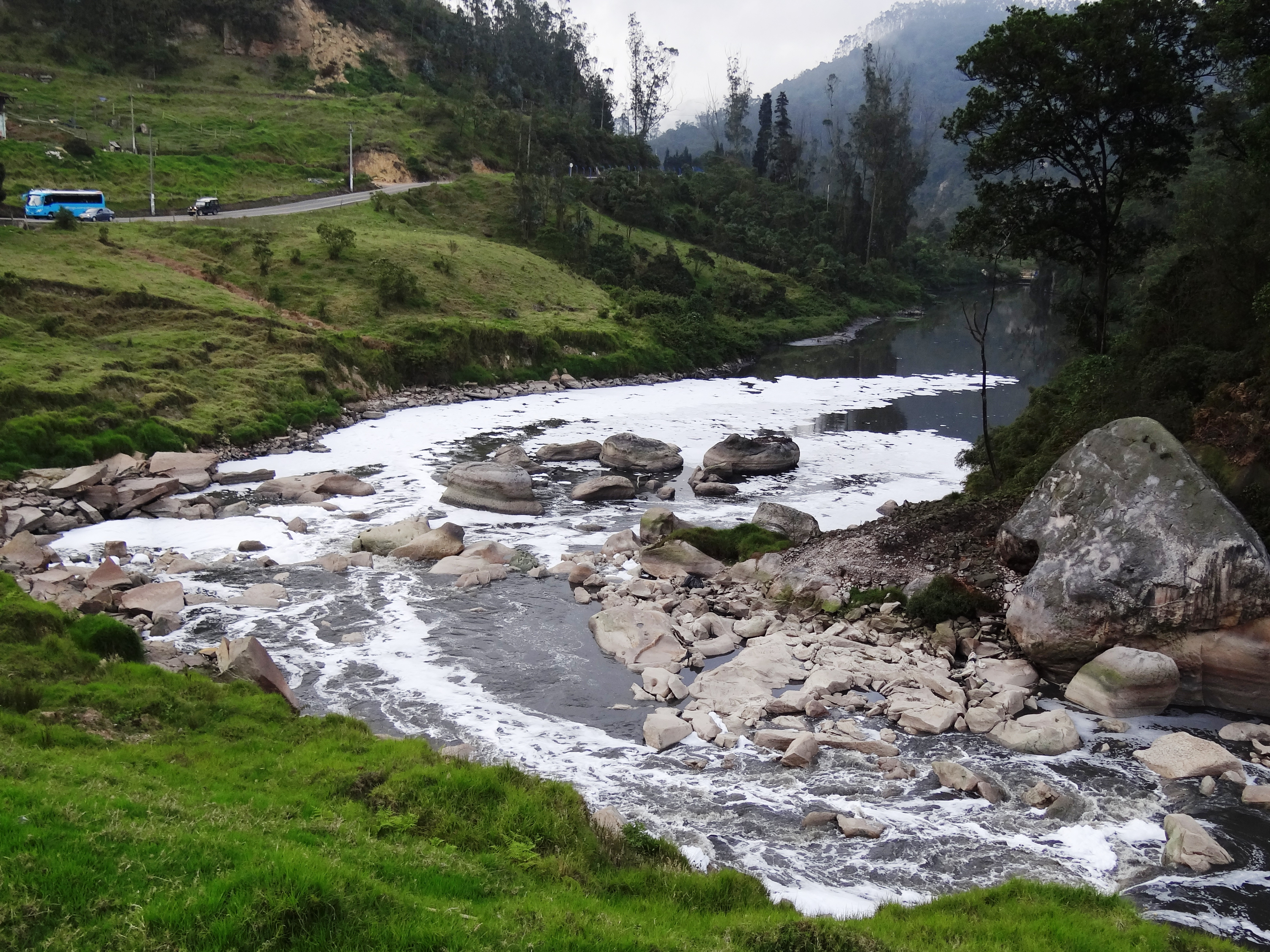
Sitio arqueológico de Tequendama.

El sitio arqueológico de Tequendama es un yacimiento arqueológico en Colombia situado cerca del Salto del Tequendama, municipio de Soacha (Cundinamarca).
En este lugar se descubrieron cerca de 25 esqueletos completos fechados por medio de carbono 14, entre los años -7000 a. C. a -3500 a. C.